# IS15SH
AQUOS PHONE SL IS15SH（アクオス フォン エスエル アイエス イチゴ エスエイチ）は、シャープによって日本国内向けに開発された、auブランドを展開するKDDIおよび沖縄セルラー電話のISシリーズの一つで、CDMA 1X WIN対応スマートフォンである。製造型番はSHI15（えすえいちあい いちご）。メーカー型番はAF33。

## 概要
IS14SHの事実上の後継機種で、au向けのスライド式AQUOS PHONEシリーズでは初となる防水・防塵機種である。商品名のSLとは「Slide」の意味である。
そのほかの基本的な性能はIS14SHと同等だが、テンキー部分のDELキーとBACKキーを統合したほか、数字キーの入力で電話番号モードに移行できるなどフィーチャーフォンと同等の操作性を実現している。
兄弟機種のISW16SHでは対応しているモバイルWiMAXやNFCには対応していない。

## 沿革
- 2012年（平成24年）5月15日 - KDDI、およびシャープより公式発表。
- 2012年6月22日 - 連邦通信委員会（FCC）を通過[3]。
- 2012年7月6日 - 日本全国にて一斉発売。

## メール・メッセンジャー
メールは2011年夏機種より対応しているKDDI Eメールアプリとなる。EZWEBのEメールに対応し、今までのau携帯電話と同様@ezweb.ne.jpのメールアドレスがそのまま利用可能となっており、絵文字なども利用可能となっている。またメールは3GのほかWi-Fi（無線LAN）による通信でも送受信する事が可能である。
Android OSの特徴であるGmailの複数アカウントの同時利用が可能となる。また、Gmailはリアルタイムでプッシュ着信をする。
通常のメールアプリでは、複数のPOP、IMAPメールが利用可能であり、EZwebメールはプッシュで着信する。
メッセンジャーでは、Google Talkがプリインストールされている。また、マーケットからWindows Live Messengerをはじめ、様々なメッセンジャーアプリをインストールし、利用することが可能となる。

## アプリケーション

### 利用可能なアプリケーションマーケット
- Android OS標準のGoogle Play Store（旧・Androidマーケット）が利用可能である。またau Market（旧・au one Market）も利用できる。

### プリインストールアプリケーション
- mixi for SH - マイミクの日記やボイスの確認、画像付きの日記の作成・投稿が行える。またウィジェット機能も搭載されている。
- Twitter
- Google Map NAVI
- Google Maps
- Latitude
- Google検索、Google音声検索
- Snapeee for Android
- YouTube
- ギャラリー
- おサイフケータイ
- バーコードリーダー、情報リーダー、名刺リーダー
- LISMO
- au one GREE
- facebook
- Skype au
- au one Friends Note

## その他機能
※PC向けWebブラウザが標準装備されておりFlashコンテンツもフル表示可能。携帯向けサイト(EZWeb)は他のスマートフォンやPCと同じく閲覧不可。
- 「エコ技」機能

| 主な機能・対応サービス                                                  | 主な機能・対応サービス                           | 主な機能・対応サービス              | 主な機能・対応サービス        |
| ----------------------------------------------------------------------- | ------------------------------------------------ | ----------------------------------- | ----------------------------- |
| auウィジェット Webブラウザ                                              | LISMO! for Android メディアプレイヤー LISMO WAVE | おサイフケータイ                    | ワンセグ                      |
| au one メール PCメール Gmail EZwebメール                                | デコレーションメール デコレーションアニメ        | Skype au                            | PCドキュメント                |
| au Smart Sports Run & Walk Karada Manager ゴルフ(web版) Fitness、歩数計 | GPS 方位計                                       | au oneナビウォーク au one助手席ナビ | au one ニュースEX au one GREE |
| かんたんメニュー じぶん銀行                                             | 緊急地震速報                                     | Bluetooth                           | 無線LAN機能 (Wi-Fi)           |
| 赤外線通信 (IrSimple) (IrSS)                                            | WIN HIGH SPEED                                   | グローバルパスポート                | auフェムトセル                |
| microSD microSDHC                                                       | モーションセンサー(6軸)                          | 防水 防塵                           | 簡易留守録 着信拒否設定       |

- 安心セキュリティパックはフル対応
- ベールビュー (覗き見防止フィルタのON/OFF)
- 家庭用レコーダーからの番組持ち出し[12]
- DLNAサーバー 1.5 (Image:JPEG / Audio:MP3,LPCM)
- ワイヤレス連携対応スマートファミリンク